# Luciano Fulvi
Luciano Fulvi (Uzzano, 15 maggio 1928 – Gulu, 30 marzo 2004) è stato un religioso, presbitero e missionario italiano, appartenente alla congregazione dei Missionari Comboniani del Cuore di Gesù, ucciso in Uganda e considerato martire dai suoi confratelli.

## Biografia
Nacque da Fulvio e Dina Franchi, contadini mezzadri nella proprietà Di Grazia in località “Villa del Vescovo”, al confine con il comune di Pescia. Durante la seconda guerra mondiale la sua casa fu bombardata, per cui la famiglia dovette arrangiarsi in sistemazioni di fortuna. Luciano fu ospitato dall'allora arciprete di Uzzano, don Gino Giuntoli, che era stato segretario del vescovo e cappellano militare nella prima guerra mondiale. Il parroco curò la sua formazione culturale e religiosa, incoraggiando Luciano a diventare sacerdote.

## La vocazione al sacerdozio e alla missione
L'8 dicembre 1941, Padre Fulvi entrò dunque in seminario a Pescia e si interessò subito alle missioni, grazie alle animazioni missionarie di un comboniano della Casa di Carraia di Capannori. Il 5 ottobre 1946, fece ingresso nel noviziato comboniano di Firenze e il 9 settembre 1948 emise i voti temporanei e, in seguito, fu mandato a Rebbio, presso Como, a terminare gli studi liceali. L'anno dopo, passò a Trento come assistente dei seminaristi comboniani, studiando contemporaneamente la teologia presso il seminario diocesano. Il 30 maggio 1953, fu ordinato sacerdote a Milano dal cardinale Ildefonso Schuster. Il 4 giugno celebrò la prima messa nell'arcipretura dei Santi Jacopo e Martino di Uzzano.

## La missione
Padre Fulvi fu inviato in Inghilterra per prepararsi alla missione in Uganda, dov'era stato destinato, studiando l'inglese, collaborando nel contempo alla formazione dei seminaristi comboniani inglesi di Stillington. Nel dicembre 1956, dopo un breve rientro in famiglia, partì per l'Uganda, dove fu destinato alla missione di Nyapea, nella diocesi di Arua, come insegnante d'inglese e di religione.
Nel 1964, dopo otto anni di missione, fece ritorno in Inghilterra, per ristabilirsi dalla malaria contratta in Uganda, e dal 1965 al 1974 fu padre spirituale e poi formatore del seminario minore di Mirfield, quindi divenne promotore vocazionale e superiore ad Ardrossan, nel 1980 animatore vocazionale e superiore a Glasgow nel 1982 superiore locale a Mirfield e nel 1985 promotore vocazionale a Glasgow.
Nel 1990 fece ritorno in Uganda come promotore vocazionale a Ombacì, fino al 1995. Contemporaneamente, fu cappellano dell'Ombacì College, fondato dai comboniani. Non contento, si fece animatore del "Movimento studentesco cristiano" della diocesi di Arua.
Nel 1996, nonostante i problemi di salute (impianto di cinque by-pass), accettò d'essere inviato a Kampala, per riprendere il lavoro di promotore vocazionale e qui entrò nella Direzione nazionale della "Gioventù cristiana". L'anno successivo, fu colpito da infarto e messo momentaneamente a riposo. Nel 1998, divenne cappellano della facoltà di Economia di Kampala e in diverse scuole superiori.
Nel 2002 fu nominato superiore della comunità di Layibi, alla periferia di Gulu, cappellano del Layibi College e del Centro vocazionale intitolato a Daniele Comboni, nonché assistente della pastorale giovanile diocesana di Gulu. Nel 2003 Padre Fulvi fece ritorno in Italia: per festeggiare i 50 anni di sacerdozio celebrò messa nel natio Uzzano, e a Ponte Buggianese presso la piccola chiesa di Albinatico. Nel settembre, ritornò in Uganda a Layibi.

## L'uccisione
La sera del 30 marzo 2004 alcuni assassini fecero ingresso nella stanza di Padre Fulvi, dentro la missione di Layibi, lo sorpresero alle spalle mentre si stava coricando e lo sgozzarono barbaramente.
Nel maggio successivo, furono arrestate sei persone, responsabili a vario titolo dell'aggressione e uccisione, tra cui un ex cuoco della missione, trovato con i vestiti insanguinati nelle ore immediatamente successive al delitto. Il movente ufficiale è stato la rapina, anche se indagini più approfondite farebbero pensare a un'uccisione di matrice politica da parte della Lord's Resistance Army, un'organizzazione terroristica che opera nel Nord Uganda dal 1987. Padre Fulvi curava progetti per il recupero dei bambini soldato, largamente utilizzati dalla LRA, e delle bambine vittime di violenza.